# 전생했더니 슬라임이었던 건에 대하여
《전생했더니 슬라임이었던 건에 대하여》(일본어: 転生したらスライムだった件 텐세이시타라스라이무닷타켄[*])는 후세 원작의 일본의 라이트 노벨 작품이다. '소설가가 되자'에서 2013년 2월 20일부터 웹 소설로 발간되었고, 2014년 5월부터 마이크로 매거진의 GC노벨에서 간행됐다.

## 등장인물

### 쥬라 대삼림 연방국(템페스트)

#### 지배자
- 카오스 크리에이터 리무루 템페스트

종족은 슬라임이며 전생자이다. 본명은 미카미 사토루로 범죄를 저지르고 도주중이던 괴한의 칼에 맞아 사망. 슬라임으로 전생하여 '폭풍룡' 베루도라와 친구가 되었다. 전생할 당시 유니크 스킬 대현자와 포식자를 소유하고 있으며, 이자와 시즈에의 유언에 따라 시즈에의 육체를 흡수, 어린 시즈에의 몸으로 의태할 수 있게 된다. 고블린, 아랑족, 오거족, 리자드맨족, 오크족 등등 수많은 마물들을 받아들여 쥬라 대삼림의 맹주가 되었다. 성장해 나가던 템페스트를 눈엣가시로 여기던 파르무스 제국의 습격으로 많은 피해를 입었지만 성마점성물체가 되어 죽은 마인들을 다시 되살려낸다. 하베스트 페스티벌이 성공하여 얼티밋 스킬인 라파엘과 벨제뷔트를 소유하게 된다. 이후 라파엘에게 시엘
이라는 이름을 부여하여 자아를 가진 스킬을 소유한다. 그리하여 리무루의 얼티밋 스킬은 라파엘, 벨제뷔트, 베루도라, 우리엘로 4개이다.
- 폭풍룡 베루도라 템페스트

전설의 4대용왕중 한명이며 4용왕 형제중 넷째이다. 실수로 마을을 불태웠다가 한 용사에게 무한뇌옥에 봉인당했다고 한다. 리무루의 포식자에 의해 리무루의 위에서 혼자 만화를 보며 살다가 리무루에 의해 흡수된 이플리트와 장기를 두기도 한다. 리무루가 성마점성물체가 되어 무한뇌옥을 빠르게 해석한 뒤 봉인을 해제하는데 성공하여 베루도라는 리무루가 만든 육체에 의태한다. 자신이 만화에서 본 스킬들을 모두 사용 가능하다. 어렸을 적 베루자드에게 대들었다가 한번 죽고 다시 살아나서 베루자드를 어렵게 대한다. 리무루의 위장 속에서 라파엘이 등장해 베루도라에게 즉시 수련해서 얼티밋 스킬을 습득하라는 말을 듣고 얼마 지나지 않아 유니크 스킬 인내자를 얼티밋 스킬 파우스트로 진화시켰다.

#### 성마12수호왕
- 데몬 로드 디아블로

상위악마(아크데몬)중 최상위의 랭크에 위치한 원초의 7악마중 한명인 원초의 흑(느와르)이다. 원초의 7악마중 특히나 강력한 인물로 마왕 기이 크림존이 명계에 있을 때엔 둘이 호각으로 싸웠다고 한다. 첫등장은 시즈에의 회상속에서 등장하는데 시즈에의 항마의 가면만 아니었으면 시즈에가 죽었을 거라고 할 정도로 첫등장부터 강한 모습을 보여주었다. 이후 리무루가 하베스트 페스티벌을 개시해 슬립 모드가 되기 직전 악마를 소환하는 마법진을 전개했는데 이상하리만큼 상위악마(아크데몬) 수백명이 아닌 상위악마 두명과 디아블로가 소환되었다. 템페스트에서 리무루와 베루도라 다음으로 가장 강한 존재이며 제기온과 3~4위를 다툰다. 능력치는 666만 6666으로 조작된 수치일 것이라고 리무루가 언급했다. 이로써 디아블로의 능력치는 666만6666보다 더 이상일 것으로 추측된다. 후에 리무루에 의해 얼티밋 스킬(궁극능력) 유혹지왕(아자젤)을 획득한다. 주로 사용하는 능력은 '엔드 오브 월드'. 참고로 이름은 람보르기니 디아블로의 이름을 따왔다고 한다.
- 미스트 로드 제기온

악마들의 천적인 인섹트 종족 중 최강이다. 원래 모습은 코카서스 장수풍뎅이처럼 생겼으며 리무루에게 이름을 하사받고 베루도라에게 단련받으면서 템페스트 내에서 강한 순으로 리무루와 베루도라를 제외하고 1~2위를 다툰다. 완전각성의식을 통해 인간형상의 모습을 띌 수 있으며, 라미리스의 미궁 70층을 담당하고 있다. 악마아가씨 3인방이 전력을 다해서 제기온과 싸웠지만 결과는 제기온의 완승. 디아블로와도 겨뤄본 적이 있으며 디아블로에게도 이겼지만 리무루의 독백에 의하면 디아블로는 아직도 숨기고 있는 무언가가 있다고 한다. 리무루교 3인방 중 한명으로서 제국군과의 전투 중 한 제국군이 제기온의 강함을 보고 '너가 리무루 템페스트냐'고 묻자 제기온은 '나 따위를 감히 그분과 착각하지 마라'며 그 자리에 있던 제국군들은 몰살당했다. 리무루의 각성마왕의식을 통해 얼티밋 스킬 환상지왕(메피스토)를 획득하였다.
- 플레임 로드 베니마루

오거족의 왕자이며 리무루에 의해 이름을 하사받아 오거에서 키진으로 진화한다. 흑염을 다루며 템페스트에서 강자5위로 손꼽힌다. 파르무스 왕국에 파병된 서방성교회 군대 100명을 혼자서 해치웠다. 후에 리무루의 각성마왕의식을 통해 오니로 진화하여 얼티밋 스킬(궁극능력) 양염지왕(아마테라스)을 휙득한다.
- 킬러 로드 테스타로사

디아블로와 같은 원초의 7악마 중 한명인 원초의 흰색(블랑)으로 마계에서도 악명이 자자하다. 디아블로가 자신의 업무를 대신할 악마를 데려왔는데 그 악마들이 남은 원초의 7악마중 3명. 디아블로에게 무력으로 제압당해 템페스트에 끌려왔고 자신들이 상위악마를 넘어선 원초의 7악마인것을 모르고 상위악마 취급을 하는 리무루가 디아블로보다 강한 존재인줄 알고 템페스트에 들어오게 되었다. 템페스트 내에선 울티마, 카레라를 포함해 악마아가씨 3인방이라고 불리며 과거 제국군을 학살한 붉게 물든 호반사건의 장본인이다. 핵격마법 데스 스트릭(죽음의 축복)을 사용하며 흑염으로 생명의 유전자를 재배열해 사멸하게 만드는 마법이다. 이름은 페라리 테스타로사에서 따왔다.
- 원초의 노란색 카레라

원초의 7악마 중 한명인 원초의 노란색(존느)이며 템페스트 내에서 능력치가 가장 높다. 핵격마법 중 최상위 마법인 그래비티 컬랩스(중력붕괴)를 사용할 수 있으며 이 때문에 옥타그램 중 한명인 레온이 카레라 때문에 골치를 썩였다. 힘을 다 회복하지 못해 전성기 시절 레온에게 패배한 뒤 봉인되지만 다시 마계로 돌아가 살다가 용병을 데리러 온 디아블로에게 말 그대로 처맞고 템페스트로 끌려간다.
- 페인 로드 울티마

원초의 7악마 중 한명인 원초의 보라색(비올레)이며 자신의 업무를 대신할 악마를 찾으러 온 디아블로에게 말 그대로 처맞고 템페스트로 끌려간다. 리무루에게 '울티마'라는 이름을 하사받고 데빌로드로 진화. 핵격마법 뉴클리어 플레임을 쓰며 이후 리무루에게 각성마왕의식을 받고 '잔학왕'이라는 칭호를 하사받는다. 테스타로사, 카레라와 함께 제기온에게 덤볐지만 처참히 패배하지만 전력을 내지 않았다고 한다.

## 애니메이션
- 1기

2018년 10월부터 2019년 3월까지 방영. 전 25화.
- 2기 1부

2021년 1월부터 3월까지 방영. 전 13화.
- 2기 2부

2021년 7월부터 9월까지 방영. 전 13화.
- 3기

2022년 11월, 제작이 발표, 2024년 4월부터 방영예정.